# 敗者復活戦!
『敗者復活戦!』（はいしゃふっかつせん!）は、辻灯子の原作による日本の4コマ漫画作品。

## あらすじ
某大手外資系金融の優良企業を辞めて祖父母の営む古書店『ゆかし堂書店』の手伝いをしている黒髪の美女・田邑月穂。
彼女は、収入が外資系金融企業勤務時代の10分の1に下がったことに若干の後悔しながらも第二の半リタイヤ生活を満喫していた。
そんな時、未来に希望しかない超静電気体質の女子高生・新名一水がアルバイトとして入ってきたのを機に、少しずつ生活環境に変化が現れ始める。

## 登場人物
田邑 月穂 （たむら つきほ）
本作の主人公。祖父母の営む古書店『ゆかし堂書店』の手伝いをしている。古書店歴は浅く、まだ3年程度であるが、知識は豊富。前職は某外資系金融業。仕事ができるキャリアウーマンで、簡単には配属されない花形部署に難なく配属されてM&A（企業合弁）を成功させるなどの手腕を発揮し、年収数千万円もの収入を得ていたが、朝晩関係なく仕事をしていたことと、同僚たちのアクの強さに辟易し、「疲れた」との理由に突如退職。当時住んでいたマンションを引き払い、ゆかし堂書店の2階の一角に間借りする形で移り住んできたことが明かされる。ひとたび本を読むと、その本の内容に影響されて言葉遣いや一人称が変わることがある。3姉妹の次女であるが、実母の姿子とは長年の確執があり、その関係で父方の祖父母である「ゆかし堂書店」の社長夫妻と養子縁組されたため、実父の和彦とは戸籍上、義兄妹となっている。そのため、3姉妹の中で唯一苗字が異なり、父方の本姓である「田邑」姓を名乗っている。辻灯子の登場人物らしくゲーム好きであるようで、作中で夜通しゲームをやりこむ予定である旨を発言するシーンが在る。左利き。上述しているように仕事ができる知的な黒髪美人だが、蝉や青大将を素手で掴んだり、「権力のある者の弱みは握っておくべし」と論じるなど、性格に難がある。このような難のある性格の為か、彼氏が居る様子は無く、本人も彼氏を欲する意識は無い。少女時代、男の子の服装や遊びを好んで母親を過度に悩ませて育児ノイローゼに陥らせたことが母子間の確執を作った原因であることが明かされている。大の猫好きであるが、相反するように重度の猫アレルギーであるため、猫を飼うことができない。また、後にハウスダストアレルギーであることも判明したため、古書店業を継続することは困難だと判断し、最終的には榎本の紹介でかつての上司が独立して起業した投資銀行に転職することを決断。「ゆかし堂書店」を去り、2階の一角から付近のマンションに転居する。当初、ゆかし堂書店はアルバイトを募集しておらず、そこに無理やりアルバイトの面接と称してしつこく喰い下がってくる新名一水を邪険に扱っていたが、一水が正式にアルバイト店員として採用された後は一水を厳しくも暖かく指導していき、最終的には「ニーナは『ゆかし堂』に就職すればいいよ」と勧める。また、一水を通して知り合った長谷川夕記は月穂自身がアルバイトにスカウトしている。社長である祖父（戸籍上は義父）とは経営面で対立し、実店舗での対面販売を良しとする祖父に対し、通販専門店にするべきと主張している。それについては社長自ら「売上の8割は通販によるもの」と認めていることから、経営に関しては先見の明が在る模様。某外資系金融業勤務時代の元同僚である榎本のことを何度も「榎本（えのもと）」と釘を刺されても覚えられず「榎木（えのき）」と素で間違えたり、特定の日付が決まっていない「父の日」や「母の日」をみんながどうやって毎年把握しているのか疑問を持つなど、抜けたところがある。
新名 一水 （にいな かずみ）

長谷川 夕記 （はせがわ ゆうき）

月穂の祖父

月穂の祖母
温厚な性格をしており、孫である月穂だけでなく、一水や夕記も同様に可愛がっている。一方、実子である和彦や桑原家側の人物に対しては良い感情を持っていないらしく、孫である星乃が訪ねてきた時も良い顔をしなかった。特に和彦に対しては厳しい一面を見せており、離婚して早期退職後『ゆかし堂』に再就職した和彦が業務面で難色を示した際には凄まじいオーラを出して「やりなさい?和彦」と言って、夫を除くその場にいたメンツ全員を凍りつかせた。
桑原 星乃（くわばら ほしの）

榎本 （えのもと）
月穂の外資系金融企業勤務時代の元同僚。何度も自身の苗字が「榎本」だと釘を刺しても月穂からは「榎木（エノキ）」と素で間違われる。月穂が外資系金融企業を退職してから3年後、ゆかし堂に尋ねてくる。当初、ゆかし堂の場所が判らず、近くで転けた夕記に「大丈夫?」と声を掛けたことで夕記と知り合い、夕記からゆかし堂の場所を教えてもらう。月穂の気を引くため、ゆかし堂に何度も本を売りに訪れるが、その度に買い取り対象外品だったり、店に在庫が在るなどの理由で買い取りを拒否されている。唯一買い取ってもらった本は猫の写真集1冊のみ。実は、月穂を訪ねてきたのには理由があり、月穂のかつての直属の上司だった人物が独立して日本にオフィスを構えることになり、月穂のヘッドハンティングを個人的に依頼されたためだった。月穂は古書店の勤務で満足していたが、猫アレルギーに加えてハウスダストアレルギーであることも判明し、古書店での勤務を続けることは難しいと判断。転職を決断したため、ヘッドハンティングに成功する。裕福な家庭の育ちらしく、高級外食店での支払はいつも実父の支払になっていたり、祖父の社交クラブのお供をしたりしている。相続税対策のため、月穂と同様に祖父の養子になっている。
長谷川 竜太 （はせがわ りゅうた）
夕記の長弟。腕白で言葉遣いが悪く、姉の夕記を「夕記」と呼び捨てにする他、初対面である月穂にタメ口で会話したり「こいつ」と呼ぶなど、目上の者に対する礼儀に欠ける性格をしている。サッカー教室に通っている。
長谷川 蛍太 （はせがわ けいた）
夕記の次弟。竜太に比べると言葉遣いや振る舞いは常識的であり、夕記のことは「夕記ちゃん」と呼ぶ。夕記におんぶされている描写があることなどからかなり幼いと思われるが、夕記から宿題をやったか訊かれるシーンが在ることから、小学校低学年（1年か2年）程度の年齢だと思われる。スイミング教室に通っている。
夕記の父
数年前に妻を亡くし、男手1つで3子を養っているが、家事の一切を夕記に任せており、たまに自分の鍵を無くして夕記に訊くなど、だらしないところがある。
一水の兄
就職して実家からは独立している。一水の初バイトを見学しに来たり、些細なことでも褒めちぎるなど、シスコンでもある。売ると高い本（復刻版で1万円、オリジナルなら3万円で売れる本）を持っている。結婚を考えていた彼女がいたが、その彼女が最終的に結婚よりも出世や高収入を優先したため、ふられる。古書店の目録を集める趣味があるらしい。
一水の母
夫が単身赴任中で不在のため、普段は一水との母子2人暮らしである。一水を「一水ちゃん」とちゃん付けで呼ぶなど、過保護に育てた感がある。夫の元に荷物などを届けるためにちょくちょく家を空けるため、彼女の不在中は一水の兄が自宅に帰ってきて面倒を見ることになっている。一水の渾名は苗字を由来とした「ニーナ（新名）」であるが、母親でありながら一度だけ娘をこの苗字由来の渾名である「ニーナ」と呼んだことがある。
三森 優 （みもり ゆう）
小料理屋『みもり』の女将。新しいメニューの参考にするための書物を買いに戸田とともにゆかし堂を訪れる。月穂からは「バカップル」、粧子からは「バカ夫婦」呼ばわりされている。本来は作者の別作『よゆう酌々』の主人公である。
戸田 篤志（とだ あつし）
小料理屋『みもり』の板前。無愛想だが腕は良い。新しいメニューの参考にするための書物を買いに優とともにゆかし堂を訪れる。同じく月穂からは「バカップル」、粧子からは「バカ夫婦」と呼ばれている。優と同じく、同じく本来は作者の別作『よゆう酌々』の登場人物。
升田 粧子（ますだ しょうこ）
酒屋『升屋』を営んでいる。月穂とは呑み仲間であり、月穂に小料理屋『みもり』を紹介したのも彼女であるが、月穂のことは「ゆかし堂」と呼んでおり、月穂の名前を知らない可能性がある。星乃に「この辺に骨董屋さんはありませんか」と訊かれた時に「きかないなあ」と答えており、ゆかし堂が骨董品店を兼ねていることは知らないようである。耳年増であり、人の悩み事を興味本位で聴いたり、話にチャチャを入れてからかうなど、トラブルメーカーでもある。上記の優・戸田と同様、本来は作者の別作『よゆう酌々』の登場人物。
夕記の叔母
夕記の父親の妹。本人は夕記が母を亡くしたことで夕記が家事一切を任されて負担に感じているものと思い、同情しているつもりだが、当の夕記からすれば彼女の介入は「外部の余計な口出し」であり、快く思われていない。
団子屋の3代目
ゆかし堂書店の常連客の一人。一水がいつも手袋をしていることを「客を穢いものとして扱っている」と誤解し、苦言を呈する。しかし、一水が超静電気体質で絶縁（静電気発生防止）のために手袋をしていると知り、後日、串団子を「先日の詫び」として一水にあげて和解する。その時に社長から団子屋の三代目であることが紹介される。団子が美味しかったため、一水は兄の家を訪問する時に事前に彼の団子屋に立ち寄って団子を買うが、この時に手袋をしていなかった一水が静電気を発したため、以前とは打って変わって「手袋はどーした！」と怒鳴った。
片山 （かたやま）
一水・夕記が在籍している学校教師で、星乃の同僚。大柄な体型で眼鏡を掛けている。担当教科は情報。
一水の兄の彼女
サラサラヘアの美人であり、一水にとっては「兄を取られた敵」であったが、後に出世や高収入を優先して別れたため、別れてからは「兄を振った敵」として扱われる。
理髪店の女将
ゆかし堂の常連客の一人。しかし、社長夫人とコーヒーを飲みながら雑談していることが多く、特に本を購入しているような様子は無いため、常連客というよりも商店街における近所付き合い的な立ち位置である。一水が夕記を伴って店に押しかけ面接に行った際、一水に飴玉のようなお菓子などをあげたため、一水は当初、ゆかし堂の店員だと思っていた。一水がゆかし堂でのバイトを希望していると聴き、「何でこんな汚い店で」と平気で軽口をたたけるほどゆかし堂に浸透している。後に近く取り壊す予定の実家にある大量の古書の宅買い依頼をする。実家は車やバスでその日のうちに行って帰ってこれる程度の距離に在るものの、奥まった田舎であり、タヌキ・キジ・イノシシ・サル・カモシカ・テンなど、多数の野生動物が周囲に棲み付いている。
升屋の長男
粧子の長兄。父や粧子と共に酒屋『升屋』を営む。独身。史跡や古城の類いが好きで、そういったカテゴリーの書物を多数扱うゆかし堂に通い詰めているが、外から店内の様子を覗き込むように入荷状況を確認したりしているため、月穂や一水からは不審者扱いされている。本作より以前に『よゆう酌々』にて存在が明かされているが、『よゆう酌々』の作中には登場せず、本作にしか登場しない。また、両作を通して名前は明かされていない。なお『よゆう酌々』では2次元・3次元マニアのオタクとされている。
桑原 和彦 （くわばら かずひこ）
ゆかし堂書店社長夫妻の実息で月穂の実父。59歳。姿子と結婚した時に桑原家の婿養子になったのか、姿子が桑原家から田邑家に嫁に入ったのかは語られていないが、長期出張で月穂の世話を姿子に丸投げしたことで姿子が育児ノイローゼに陥ったのは自分に責任があるとして、姿子に償いをするために月穂を両親と養子縁組させ、自身は両親と絶縁して桑原家の一員として生活することになった経緯があるため、結婚当時は姿子が桑原家から田邑家に入籍し、その後に絶縁のために婿養子化したものと思われる。実母であるゆかし堂社長夫人によると、商社に入って粋がっていたという。後に姿子とは自分と両親が堂々と逢えるようにするために協議離婚し、早期退職して実家に戻る形でゆかし堂に再就職する。しかし、離婚後も「田邑」姓には戻っておらず「桑原」姓のままである。なお、初めて名前が明らかになったのは月穂と星乃が公園で会話している時の月穂の台詞で語られたのが初出であるが、この時は「和彦」ではなく「俊也」となっている。
桑原 姿子 （くわばら しなこ）
月穂の実母。月穂が少女らしい振る舞いをせず、男の子の服装や遊びを好むなど、過度に彼女を悩ませた為に育児ノイローゼに陥る。夫（和彦）は月穂の育児を彼女に丸投げしていた責任は自分にあると感じたため、彼女に詫びるために婿養子として桑原家に入籍した経緯がある。桑原家では月穂の話が出ただけで場が凍り付くほどであり、月穂のことを口にするのは事実上のタブーとなっている。このため、現在も月穂とは強い確執がある。その後、紆余曲折を経て夫が実親と堂々と逢える環境を作るために協議離婚する。月穂との確執や田邑家における親子間の確執に至る原因に深く関わっている人物であるが、作中には一度も登場しておらず、名前だけが月穂と星乃の会話で明らかになっているのみである。
月穂の姉
月穂の実姉。作中で結婚したことが次妹の星乃によって語られ、挙式はハワイで行なった。月穂は3人姉妹の次女であるため、彼女は3姉妹の長女である。某省庁に勤務している国家公務員で、夫も同様。星乃によると安月給とのことなので、キャリアではない模様。母親が育児ノイローゼに罹った原因が月穂にあることを間近で見て育っているため、母親寄りの考え方の持ち主らしく、長妹である月穂のことを現在も快く思っていない。月穂によると3姉妹は両親が天体好きだったことから、天体に関する名前が付けられているとのことだが、彼女は電話越しでの声のみの登場に留まっていて3姉妹の仲で唯一容姿が不明。それに伴い、名前も明かされていない。だが、長妹は月、末妹は星が名前に含まれていることから、彼女は太陽に関する名前であると推測される。
黒埼 （くろさき）
一水と夕記の学校に務める女性教師が産休に入ったため、その代理で赴任してきた教師。作中では星乃に最近になって産休代理で赴任してきた教師であることが遠目で紹介されるだけであり、この人物自体は一水・夕記とは直接の面識は無く、物語とも無関係である。そのため、担当教科や性別も不明である。しかし、この時に一水が「くろさき」ではなく「くろさい」と読み間違え、そこから派生する形の雑談で星乃が父方の苗字が「田邑」であることを語ったため、一水と夕記は月穂と星乃が姉妹であることに気付く切っ掛けとなった。
角屋の女将
月穂がよく昼食に利用する蕎麦屋の女将。作中で月穂のことを「月穂ちゃん」とちゃん付けで呼ぶ数少ない人物の一人。彼女曰く、月穂は昼に来る時は「お銚子一本、ざる一枚」、社長はお銚子を付けない代わりにビールを頼むとのこと。
自治会長
月穂たちの店が在る商店街を管轄する自治会長。角屋の女将と同じく、月穂のことを「月穂ちゃん」とちゃん付けで呼ぶ数少ない人物。小太りで禿頭の老人で、事なかれ主義。ゆかし堂書店の裏側にある民家で青大将が現れたため、その家に蛇駆除の件で訪ねた。月穂と会話した時、月穂は蛇駆除の件を話していたが、本人は月穂が掃除当番のことを言っていると思い、話が噛み合わなかった。
作者の別作『よゆう酌々』にもモブキャラとして登場している。
一水・夕記のクラスメイト
仲は悪くないが、一水のことは夕記が居ないと何も出来ないと思っているらしい。夕記が文化祭の日に竜太が滑り台から落ちて救急車で病院に運ばれたため、急遽早退することになった。このため、学校で独り淋しく昼食を摂っていた一水を軽くからかうなどして弄くっている。星乃が落ち込んでいて授業も手に付かなかった時に星乃が失恋したと勘違いする。

## 備考
- 本作は『よゆう酌々』『ただいま独身中』の両作と同じ世界観という設定になっている。ただし、本作には『ただいま独身中』の登場人物は登場しない。
- 最終的に月穂は『ゆかし堂』を退職して外資系業界に復帰するが、作品タイトルである「敗者復活戦!」の意味は「月穂が外資系業界に復帰して人生に再起をかける」という意味ではない。
  - 社長（月穂の祖父）曰く「本も行き場の無いところを救われた　古本屋は本の敗者復活戦なんだよ」とのことで、これはつまり「本来なら行く当ての無いはずだった本たちにとって、自分たちが再び人の手に渡って読んでもらえる機会の獲得を競える場所こそが敗者復活戦」という意味であり、要するに『ゆかし堂』そのもののことを意味する。
- 『ゆかし堂』という書店名の由来は作中では明らかにされていないが、松尾芭蕉の詠んだ句に「春の夜や 籠り人ゆかし 堂の隅（はるのよや こもりどゆかし どうのすみ）」というものがあり、作中の月穂の立ち位置と一致する。
  - 月穂は猫アレルギー体質であり、春の時期はネコの換毛期である要素が「春の夜や」、『ゆかし堂』の2階の隅に居を構えて住み込んでいる要素が「籠り人ゆかし 堂の隅」にあたる。